# Stephen Smith
Stephen Francis Smith (født 22. juli 1985  i Liverpool, Merseyside, England) er en britisk professionel bokser. Han er den nuværende WBC Sølv super-fjervægt-mester og tidligere britisk fjedervægt og britiske super fjedervægtsmester, samt tidligere Commonwealth fjervægtmester.
Han var ubesejret i sine første 12. kampe indtil han tabte på knockout i 8. omgang mod britiske Lee Selby den 17. september 2011 i Liverpool Olympia i Liverpool i England.
Han har udover dette vundet over bemærkelsesværdige navne som Daniel Brizuela og tabt til José Pedraza og Jason Sosa.
Stephen Smith er lillebror til bokseren Paul Smith og storebror til bokserne Liam Smith og Callum Smith.